# Cryphia albipuncta
Cryphia albipuncta là một loài bướm đêm trong họ Noctuidae.